# The Eklands
The Eklands var en spinoff-serie på Svenska Hollywoodfruar som följde "Hollywoodfrun" och skådespelerskan Britt Ekland och hennes familj.